# 珠窝水库
珠窝水库于1958年开始修建，1961年建成，位于北京市门头沟区雁翅镇珠窝村西北1公里处，故称为珠窝水库。珠窝水库位于永定河官厅山峡中段的主河道上，呈狭长状，长9.5公里，水域面积4.2平方公里。
丰沙铁路在珠窝水库北侧设有小站，名为“55公里”，因为水库风景颇佳，北京人常搭乘火车到此旅游，皆称此地为“55公里”。门头沟区旅游局于1968年5月将其开辟为旅游风景区，改称为“珍珠湖”。 旅游区中开辟大坝风采、杏花村、三仙洞、湖心双柳岛、55公里湖畔小站、亚洲第一桥、同心岛、石舫湾、横流湾、野营岛、珍珠山庄等数十个景点。有大型游览观光船、快艇、手划船、漂流、高空速降（北京市最长的高空速降，长度为470米）等旅游设施。